# Ентерпрайз (округ Морган, Юта)
Ентерпрайз (англ. Enterprise) — переписна місцевість (CDP) в США, в окрузі Морган штату Юта. Населення — 575 осіб (2020).

## Географія
Ентерпрайз розташований за координатами 41°6′25″ пн. ш. 111°43′51″ зх. д. / 41.10694° пн. ш. 111.73083° зх. д. (41.106986, -111.730714).  За даними Бюро перепису населення США в 2010 році переписна місцевість мала площу 9,78 км², уся площа — суходіл.

## Демографія
Згідно з переписом 2010 року, у переписній місцевості мешкало 605 осіб у 147 домогосподарствах у складі 133 родин. Густота населення становила 62 особи/км².  Було 155 помешкань (16/км²).
Расовий склад населення:
| - 96,2 % — білих - 1,3 % — корінних американців - 0,5 % — чорних або афроамериканців - 0,3 % — азіатів - 0,2 % — вихідців з тихоокеанських островів |

До двох чи більше рас належало 1,3 %. Частка іспаномовних становила 4,0 % від усіх жителів.
За віковим діапазоном населення розподілялося таким чином: 43,3 % — особи молодші 18 років, 51,6 % — особи у віці 18—64 років, 5,1 % — особи у віці 65 років та старші. Медіана віку мешканця становила 22,9 року. На 100 осіб жіночої статі у переписній місцевості припадало 97,7 чоловіків;  на 100 жінок у віці від 18 років та старших — 88,5 чоловіків також старших 18 років.
Середній дохід на одне домашнє господарство  становив 95 499 доларів США (медіана — 87 292), а середній дохід на одну сім'ю — 98 610 доларів (медіана — 105 463). За межею бідності перебувало 11,3 % осіб, у тому числі 11,1 % дітей у віці до 18 років та 0,0 % осіб у віці 65 років та старших.
Цивільне працевлаштоване населення становило 259 осіб. Основні галузі зайнятості: роздрібна торгівля — 20,1 %, науковці, спеціалісти, менеджери — 15,1 %, публічна адміністрація — 13,5 %.